# Neutrum
Neutrum (av latinets neuter - "ingendera (av de två)") är ett genus i svenska och flera andra språk. Kallas ibland t-genus och känns i svenskan idag igen som ett-ord. I modern svenska står neutrum i motsats till utrum-genus (uter - "endera (av de två)"). Substantiv som har neutrum-genus får ofta ändelsen -et i bestämd form och har om de slutar på konsonant vanligtvis samma form både i singularis och pluralis. Exempel:
- Hus, huset. Ett hus, flera hus.
- Tak, taket. Ett tak, flera tak.

Vokalslut brukar för neutrala substantiv innebära pluraländelsen -n:
- Bi, biet. Ett bi, flera bin.
- Äpple, äpplet. Ett äpple, flera äpplen.
- Hjärta, hjärtat. Ett hjärta, flera hjärtan.

I två sådana fall byts slutvokalen ut:
- Öga, ögat. Ett öga, flera ögon.
- Öra, örat. Ett öra, flera öron.

Alla neutrala substantiv som slutar på -i samt ett litet antal andra neutrala substantiv får -er-plural:
- Bageri, bageriet. Ett bageri, flera bagerier.
- Parti, partiet. Ett parti, flera partier.
- Vin, vinet. Ett vin, flera viner.

Om ett ord finns i både neutrum- och utrum-form, betecknar ofta det neutrala ordet något mer obestämt och vagt eller något icke-levande, icke-personligt. Exempel:
- Såg du något? Såg du någon?

Trots att neutrum syftar på icke-levande ting, finns ett antal svenska ord för människor som är neutrum, bland annat barn, vittne, biträde, statsråd och befäl.